# رشيد بلحوت
رشيد بلحوت (14 يونيو 1944 - 9 أغسطس 2020) لاعب، ثم مدرب كرة قدم جزائري، لعب في الأندية الفرنسية، ودرب أيضاً، كما درب أبرز الأندية الجزائرية.
ومن النوادي الجزائرية التي درب بها :
 وفاق سطيف 
  مولودية شباب العلمة 
  مولودية الجزائر 
 شبيبة القبائل 
  إتحاد عنابة 
  مولودية شباب العلمة 
  جمعية أولمبي الشلف 
  اتحاد عنابة.

## وفاته
توفي في 09 أغسطس 2020 بنانسي (فرنسا)، إثر تعرضه لحادث مرور.